# Banyo (Toko)
Ne doit pas être confondu avec Banyo.
Banyo (ou Banyu) est un village du Cameroun situé dans la commune de Toko, l'une des 9 communes du département du Ndian de la Région du Sud-Ouest.

## Géographie
Le village se situe à 1 541 m d'altitude, en bordure du parc national de Korup.

## Population
Le village comptait 95 habitants en 1953, 100 en 1968-1969 et 26 en 1972, principalement des Batanga.
Lors du recensement de 2005, on y a dénombré 109 personnes.
En 2018, le chef du village se nomme Orgen Mekanya.